# Jorge Socías
Jorge Luis Alberto Socías Tusset (Santiago, 1951. október 26. –) chilei válogatott labdarúgó, edző. 

## Pályafutása

### Klubcsapatban
Pályafutás nagy részét egyetlen csapatnál, az Universidad de Chilénél töltötte, ahol 1971 és 1983 között játszott. az 1984–85-ös szezonban az Unión San Felipe együttesében szerepelt. 

### A válogatottban
1974 és 1977 között 13 alkalommal szerepelt az chilei válogatottban és 1 gólt szerzett. Részt vett az 1974-es világbajnokságon.

### Edzőként
Az Universidad de Chile vezetőedzőjeként bajnoki címet szerzett 1994-ben és 1995-ben.

## Sikerei, díjai

### Edzőként
Universidad de Chile
- Chilei bajnok (2): 1994, 1995